# 洮河风毛菊
洮河风毛菊（学名：Saussurea pseudobullockii）为菊科风毛菊属下的一个种。

## 扩展阅读
- 維基物種上的相關：洮河风毛菊